# Alloiodoris
Alloiodoris is een geslacht van weekdieren uit de klasse van de Gastropoda (slakken).

## Soorten
- Alloiodoris inhacae O'Donoghue, 1929
- Alloiodoris lanuginata (Abraham, 1877)
- Alloiodoris marmorata Bergh, 1904